# Slovensko domobranstvo
Slovensko domobranstvo  (njemački Slowenische Landwehr, kratica SD) bila je slovenska policijsko-paravojna postrojba, koja je surađivala sa Silama Osovine i djelovala na području Ljubljanske pokrajine. Osnovana je kao protukomunistička dragovoljna milicija na inicijativu Slovenskih protukomunističkih političara u rujnu 1943. Svrha je bila borba protiv jugoslavenskih partizana i zaštita stanovništva od revolucionarnog nasilja: slovenski partizani su doista nerijetko pribjegavali ubijanju civila koje su smatrali neprijateljski nastrojenima.
Postojbe su obuhvatile pripadnike ranije Bele garde koja je djelovala u dijelu Slovenije kojega su do kapitulacije Italije okupirali Talijani, te od daljnjih dragovoljaca iz dijela Slovenije kojega je pripojio Treći Reich. Domobranci su djelovali u sklopu SS-a. 
U osnivanju slovenskog domobranstva sudjelovali su pukovnik Ernest Peterlin i general Leon Rupnik, koji je bio predsjednik Pokrajinske vlade Slovenije pod njemačkom okupacijom, te ujedno (barem nominalno) glavni inspektor Slovenskog Domobranstva. Zadnjih mjesec dana rata je on preuzeo i dio zapovjednih ovlasti, ali nije uspio izvući domobrane iz Slovenije prije nego što ih je zarobila Jugoslavenska armija: domobrani su sa snagama NDH uspjeli 15. svibnja 1945. god. doći do austrijskog Bleiburga, da bi ih Britanci već 18. svibnja 1945. godine izručili Titovim snagama.
Tijekom rata poginulo je oko 1800 slovenskih domobrana a većina (11.683 zarobljenika) ih je pobijena u tjednima nakon kraja rata od strane jugoslavenskih komunista.